# Kvandong cypřišovitý

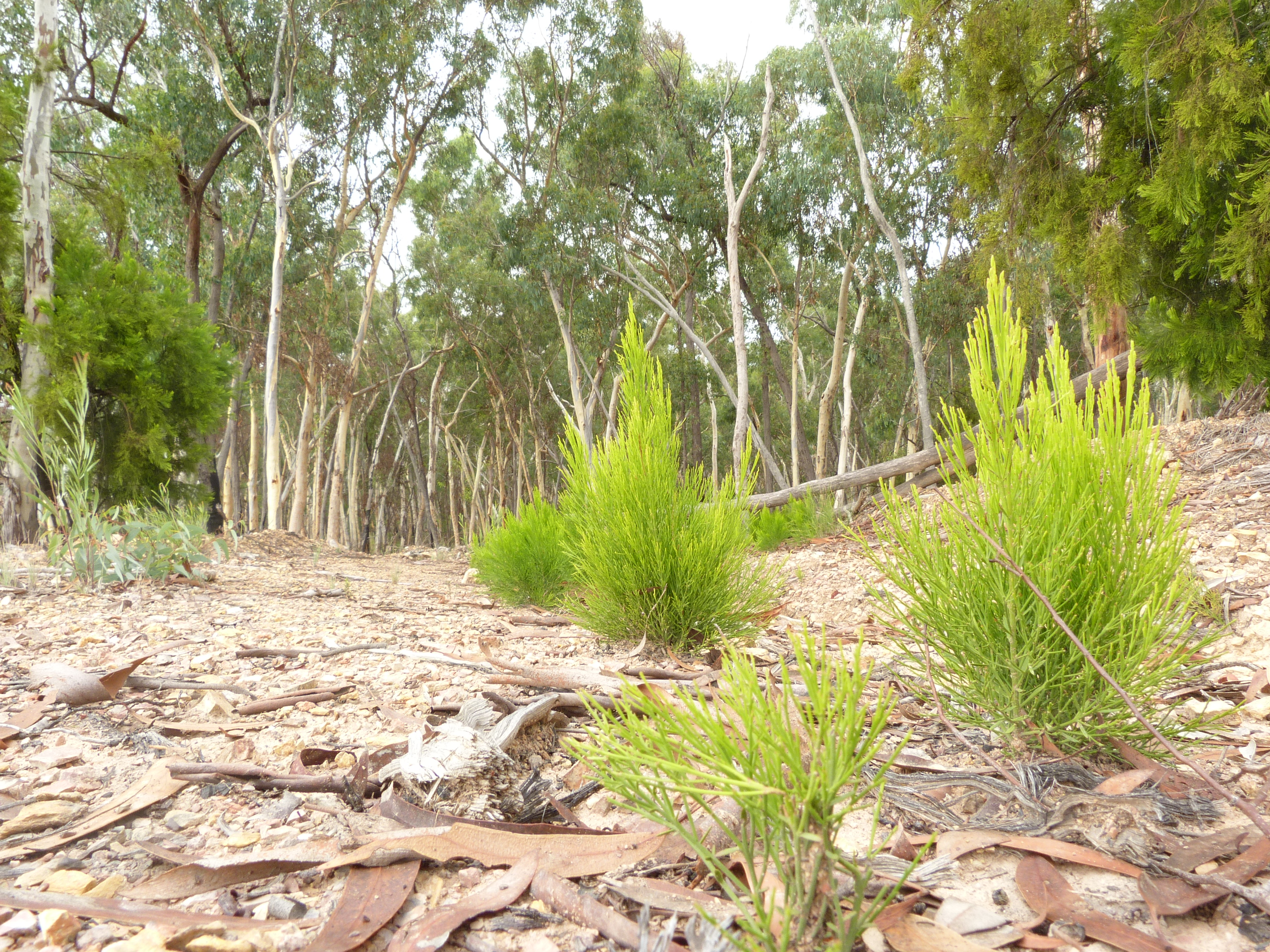
Mladé semenáče

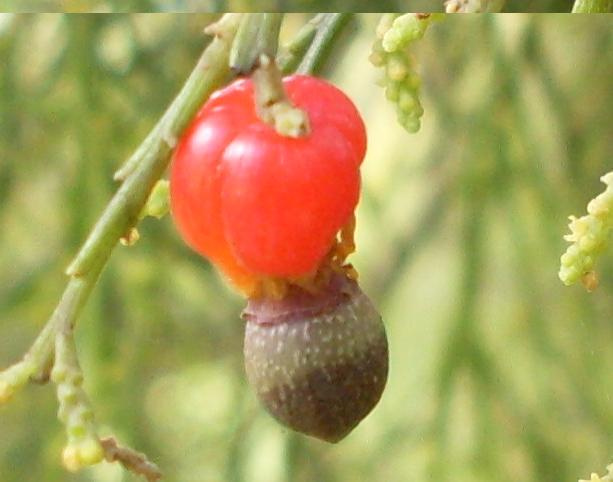
Plod na oranžové stopce

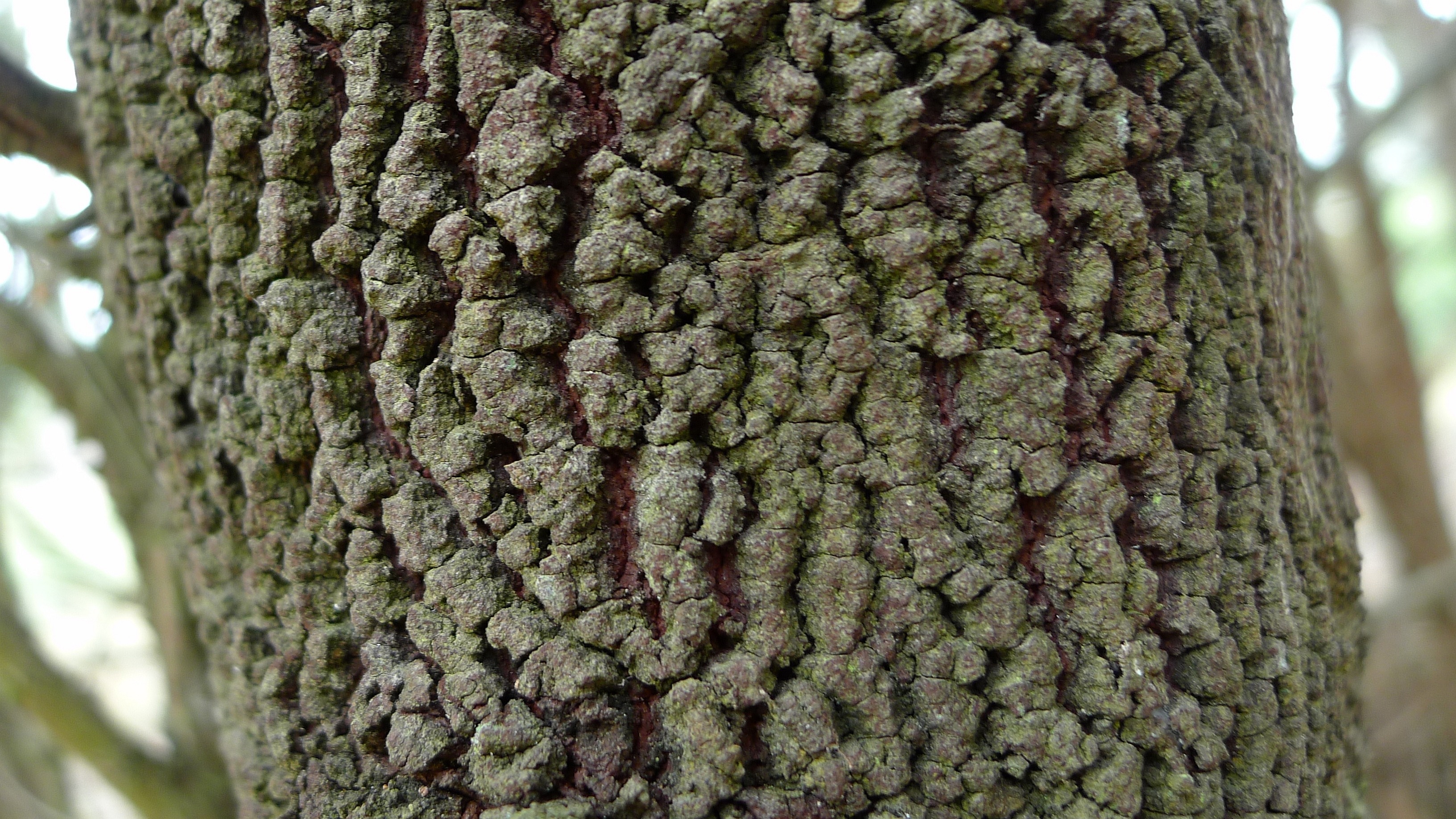
Kůra kmene

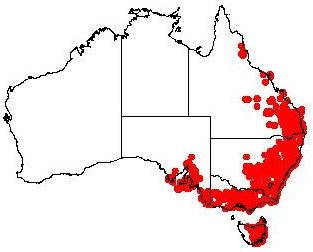
Areál výskytu

Kvandong cypřišovitý (Exocarpos cupressiformis) je vyšší keř nebo bohatě větvený nízký strom pyramidálního tvaru, vysoký ne více než 10 m. České jméno druhu používané na této stránce, kvandong cypřišovitý, je podle  a . Vědecké jméno rodu Exocarpos vzniklo ze složeniny řeckých slov (έχω) vnější a (καρπός) ovoce, druhové jméno cupressiformis, značící podobný cypřiši, je zase dáno podobou s větvičkami cypřišů, které evropští osadníci v Austrálii používali jako náhradu za vánoční stromky.
Dřevina má celkový vzhled jehličnatého stromu s převislým (smutečním) olistěním žlutozelené až tmavě zelené barvy. Je poloparazitickou rostlinou, která se svými kořeny napojuje na kořeny okolních dřevin. V mládí od nich získává část svých požadavků na anorganické látky, na živiny nutné k růstu. Tato situace také pomáhá rostlině později přežívat dlouhá období sucha. Ve starším věku, kdy jí již dobře funguje fotosyntéza ve větvičkách i listech, je na parazitismu méně závislá a většinou roste i bez něj.

## Rozšíření
Kvandong cypřišovitý se vyskytuje pouze ve spolkových australských státech Queensland, Jižní Austrálie, Nový Jižní Wales, Victoria a dále na ostrově Tasmánie. Roste v nížinných nebo podhorských otevřených lesích, v oblastech s vyššími ročními srážkami přesahujícími 400 mm/m². Často bývá ke spatření podél cest nebo ve světlých lesích blahovičníků, kde osídluje mělké a málo úživné půdy. Kvete v průběhu celého roku, nejintenzivněji od října do května, nesnáší mráz.

## Popis
Strom je bohatě větvený, jeho větve jsou převážně svěšené, větvičky jsou v mládí chlupaté a poté lysé. Jeho kůra je šedá a později rozpukaná. Větvičky jsou střídavě porostlé tmavě zelenými vytrvalými šupinovitými, asi 2 mm dlouhými listy kopinatého tvaru, jež bývají na vrcholu tupé či špičaté. Rozložitý kořenový systém je uzpůsoben k tomu, že se mladý semenáč svými haustoriemi propojí s kořeny v blízkosti rostoucích rostlin a z jejich xylému získává živiny nutné ke svému růstu.
Květenství, která vyrůstají z úžlabí horních listů jsou přisedlá, každé je tvořeno několika krátce stopkatými klásky dlouhými do 8 mm a z nich každý mívá pouze jediný plodný květ. Ten je drobný a má pět kratičkých vytrvalých žlutozelených okvětních lístků, které časem dužnatí.
Plod je tvořen ze dvou částí, z dužnaté, ve zralostí žluté až oranžové jedlé horní části (stopky) a ze spodní části, ve zralosti sytě červeného vejčitého ořechu (semene). Semena (oříšky) jsou hnědá, dlouhá 5 a široká 4 mm a na jednom konci mají masitý oranžový hřeben, plody ve zralosti se stromu opadávají. Vzhled plodů byl podnětem pro lidový název dřeviny australská třešeň.

## Rozmnožování
Semena klíčí poměrně snadno, bez ohledu na to, zda prošla žaludkem ptáků či nikoliv. Také řízky většinou zakoření, ale semenáče i sazenice obvykle zemřou, pokud přesazením ztratí napojení na kořeny rostliny, kterou od počátku parazitují. Zahradní školky úspěšně produkují mladé semenáče i zakořeněné sazenice, ale většina z nich po přesazení uschne.

## Význam
Původní australští obyvatelé používali dřevo ze stromů na vrhače oštěpů i na výrobu nemnohých domorodých hudebních nástrojů. Dřevo stromu je světlé, jemnozrnné a velice pevné, slouží k výrobě dekorativního nábytku, rukojetí a pažeb nástrojů, použití je omezeno jeho malými rozměry. Horní dužnaté části zralých plodů jsou oblíbenou potravou lidí i ptáků, včetně různých hlodavců, kteří nestrávená semena roznášejí po lese. Klokani v době nedostatku jiné potravy spásají i drobné listy, přestože ty se domácím zvířatům nedoporučují.

## Ohrožení
Tento hemiparazitický druh je rozšířený a často je docela běžný na rozličných dobře osluněných stanovištích, vyskytuje se asi na 4800 km². Přestože neexistuje mnoho ověřených informací o velikosti jeho populace, je Mezinárodním svazem ochrany přírody (IUCN) hodnocen jako málo dotčený taxon (LC).